# Ernst Dehner

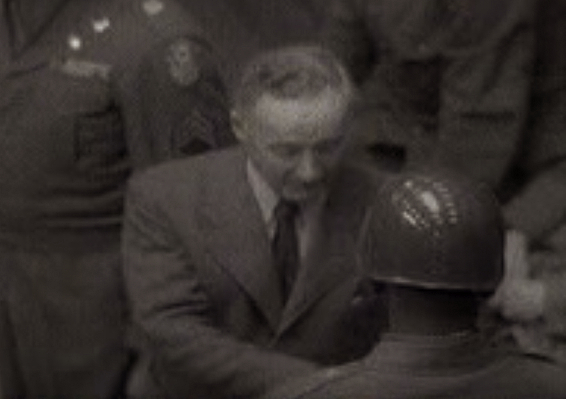
Dehner 1948 bei seiner Verurteilung

Ernst Dehner (* 5. März 1889 in Hersbruck; † 13. September 1970 in Königstein im Taunus) war ein deutscher General der Infanterie im Zweiten Weltkrieg. Für seine Verantwortung für die Erschießung von Geiseln in Jugoslawien 1943 wurde er 1948 im Geiselmord-Prozess, einem der Nürnberger Nachfolgeprozesse, zu einer Haftstrafe von sieben Jahren verurteilt.

## Leben

### Erster Weltkrieg
Dehner trat am 1. Oktober 1908 als Einjährig-Freiwilliger der Bayerischen Armee bei und war im 14. Infanterie-Regiment „Hartmann“. Anschließend wurde er zur Reserve versetzt, aus der er ein Jahr später reaktiviert wurde. Wieder in derselben Einheit, besuchte er bis 1911 die Kriegsschule in München. Nach Ausbruch des Ersten Weltkriegs wurde Dehner an der Front im September 1914 verwundet, weswegen er bis Dezember im Krankenhaus lag. Ab 1915 war er Kompaniechef im 23. Reserve-Infanterie-Regiment. Ein Jahr später geriet er in französische Kriegsgefangenschaft, in der er sich vom 12. August 1916 bis zum 15. Dezember 1917 befand. Anschließend wurde er bis zum 8. August 1918 in der Schweiz interniert und kehrte schließlich nach Deutschland zurück. Vor Kriegsende erfolgte am 22. März 1918 seine Beförderung zum Hauptmann.

### Zwischen den Weltkriegen
Nach Kriegsende wurde Dehner in die Reichswehr übernommen und war als Kompaniechef in verschiedenen Regimentern tätig. Im Januar 1929 erfolgte seine Versetzung in den Stab der 6. Division im Wehrkreis VI. Dort wurde er am 1. Februar 1931 zum Major befördert. Im Jahr 1934 wurde er Kommandeur des 2. Bataillons des 18. Infanterie-Regiments und später des 2. Bataillon des Infanterie-Regimentes „Münster“. Im Juli 1934 wurde er zum Oberstleutnant befördert. Er besuchte ein Jahr später eine Armee-Sport-Schule für Bataillons-Kommandeure in Wünsdorf. Im Oktober 1936 wurde er zum Oberst befördert.

### Zweiter Weltkrieg

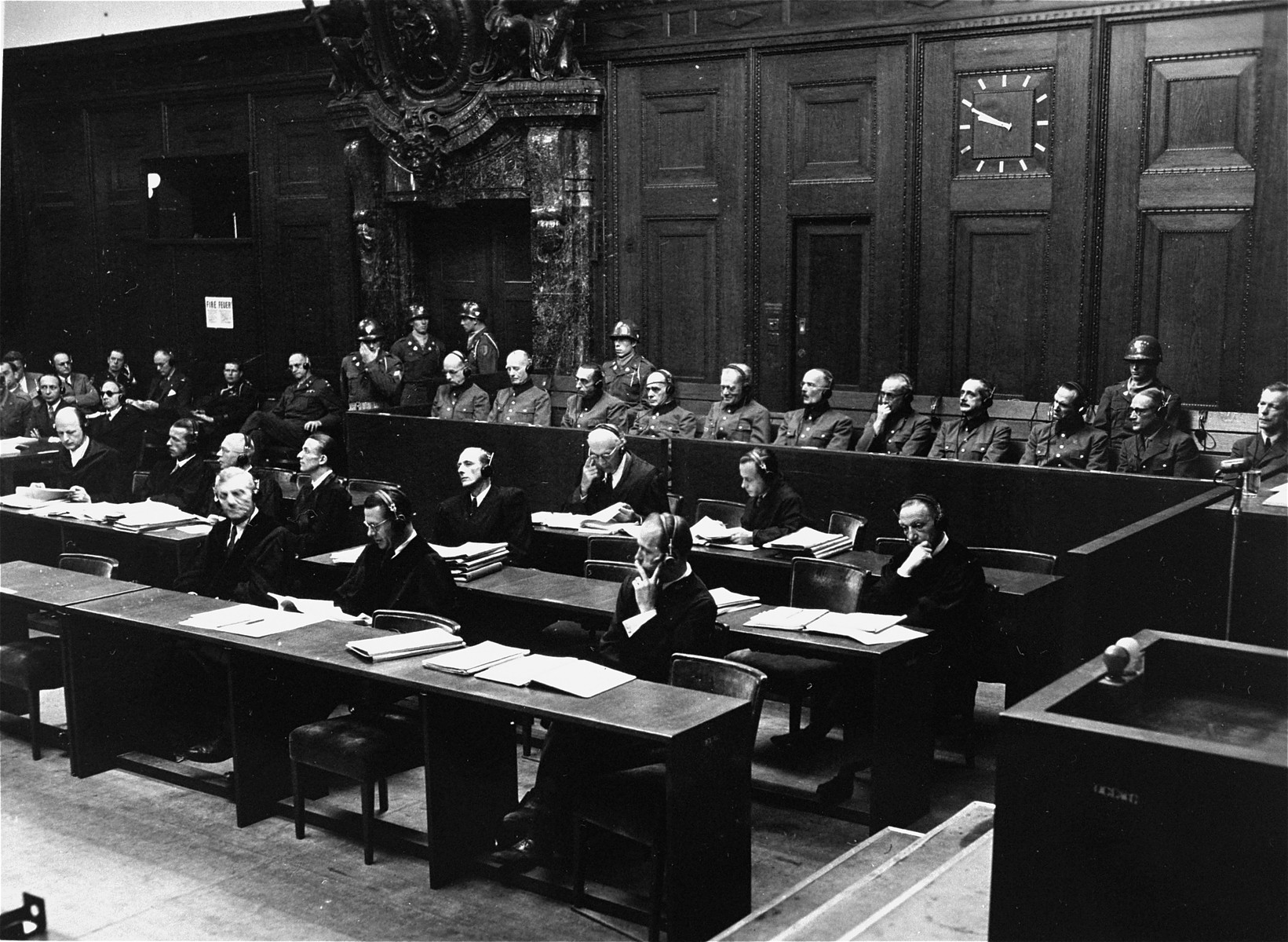
Dehner (5. v. r.) in der Anklagebank in Nürnberg

Zu Beginn des Zweiten Weltkriegs war Dehner (seit 1. Oktober 1936 Oberst) Kommandeur des Infanterie-Regiments 87 in der 36. Infanteriedivision (Wehrkreis XII (Wiesbaden)).
Am 1. Oktober 1940 erhielt Dehner seine Beförderung zum Generalmajor und erhielt am 22. November 1940 das Kommando über die neu aufgestellte 106. Infanterie-Division (Wehrkreis VI) der 12. Aufstellungswelle. Seine Division wurde bis Juni 1941 auf dem Truppenübungsplatz Wahn ausgebildet und anschließend der Heeresgruppe Mitte nach Smolensk in Mittelrussland zugeteilt. Dehner nahm mit seiner Division an der Doppelschlacht bei Wjasma und Brjansk teil, dem Angriff auf Moskau. Im Rahmen der Panzergruppe 4, später 4. Panzerarmee erlebte er die Winterschlacht vor Moskau und die schweren Rückzugskämpfe des deutschen Heeres. Ab Mai 1942 wurde die auf eine Kampfgruppe reduzierte 106. ID in Frankreich im Verband der 15. Armee aufgefrischt. Dort erhielt Ernst Dehner am 1. Oktober 1942 seine Beförderung zum Generalleutnant. Ab dem 6. November 1942 erhielt Ernst Dehner die Führung des LXXXII. Armeekorps innerhalb der 15. Armee und wurde am 1. Dezember 1942 zum General der Infanterie befördert. Mit Wirkung vom 15. Juli 1943 wurde er in den Südostraum versetzt und erhielt dort das Kommando über das LXIX. Reserve-Armeekorps in Kroatien, das er bis zum 31. März 1944 führte.
Nach einiger Zeit in der Führerreserve wurde Ernst Dehner am 5. August 1944 als Nachfolger des Generals der Infanterie Theodor Geib, der am 30. Juli 1944 einem Anschlag französischer Partisanen zum Opfer gefallen war, an deren Folgen er am 26. November 1944 verstarb, zum Befehlshaber des Heeresgebietes Südfrankreich ernannt. Die kurz darauf beginnende Rückzugsbewegung der Wehrmacht aus dem südlichen und westlichen Frankreich organisierte Dehner maßgeblich mit. Per 17. November 1944 wurde seine Dienststelle formell aufgelöst und Dehner erneut in die Führerreserve versetzt. Ab dem 22. Januar 1945 wurde er noch als "General für Sonderaufträge" zur Heeresgruppe A (später Mitte) versetzt, ohne jedoch noch größere Einsätze zu führen. Am 8. Mai 1945 geriet er in amerikanische Kriegsgefangenschaft, aus der er 1947 entlassen wurde.
Im Prozess Generäle in Südosteuropa (Geiselmord-Prozess) musste er sich für seine Rolle in Jugoslawien verantworten. Er wurde am 19. Februar 1948 zu sieben Jahren Haft verurteilt. Im Zuge der intensivierten Diskussion der westdeutschen Wiederbewaffnung nach Ausbruch des Koreakrieges ab Sommer 1950 wandelte Hochkommissar John McCloy am 31. Januar 1951 auf Empfehlung des „Advisory Board on Clemency for War Criminals“ (Peck Panel) die Haftstrafe von Dehner in die bereits abgebüßte Zeit um. Dehner wurde am 3. Februar 1951 zusammen mit 32 anderen Inhaftierten aus dem Kriegsverbrechergefängnis Landsberg freigelassen.

## Auszeichnungen
- Eisernes Kreuz (1914) II. und I. Klasse[2]
- Bayerischer Militärverdienstorden IV. Klasse mit Schwertern[2]
- Verwundetenabzeichen (1918) in Schwarz[2]
- Spange zum Eisernen Kreuz II. und I. Klasse
- Ritterkreuz des Eisernen Kreuzes am 18. Oktober 1941[3]

## Sonstiges
Peter Lieb zitierte in seinem 2007 veröffentlichten Buch 'Konventioneller Krieg oder NS-Weltanschauungskrieg?' (S. 57 f.) eine Anweisung von Dehner. Darin heißt es: Alle Maßnahmen, die gegen unbewaffnete Zivilisten durchgeführt werden, müssen den Charakter der Gerechtigkeit behalten und müssen vom Gefühl des Hasses und der Rache frei bleiben.